# Guilherme II de Champlite
Guilherme II de Champlite (em francês: Guillaume II de Champlitte; m. 1271/1273) foi um cavaleiro francês do século XIII, filho de Guilherme I de Champlite, primeiro príncipe de Acaia, e sua terceira esposa Eustáquia de Courtenay. Tornou-se visconde de Dijon em data desconhecida, em sucessão a seu tio Odão II. Casou-se por duas vezes, primeiro com Eleonor de Pontailer, que faleceu em algum momento antes de agosto de 1241, e depois como Catarina, que faleceu em algum momento antes de novembro de 1246. Ele faleceu em 1271/1273 e foi sepultado em Notre Dame de Pontailer.
Guilherme II é citado numa inscrição de agosto de 1241, doando duas famílias de servos para a Cister em honra de Eleonor, e noutra de 3 de maio de 1224, confirmando com seu irmão Odão III os donativos feitos à Cister por Hugo da Corveia pela alma de sua falecida esposa Eleonor. Numa inscrição de novembro de 1246, Guilherme II é mencionado doando propriedade para Notre Dame de Pontailer, para as almas de suas esposas Eleonor e Catarina, enquanto em outra de outubro de 1254, ele cede duas famílias servas para Cister pela alma delas.